# Private Eyes (album de Tommy Bolin)
Albums de Tommy Bolin
Teaser
(1975)
Singles
1. Shake the Devil
Sortie : 1976

Private Eyes est le deuxième et dernier album solo du guitariste de rock américain Tommy Bolin. Il est sorti en septembre 1976 sur le label Columbia Records et a été produit par Tommy Bolin et Dennis MacKay.

## Historique
Dès le dernier concert de la tournée de promotion de l'album de Deep Purple, Come Taste the Band, le 15 mars 1976 à Liverpool, la séparation du groupe est actée. Tommy Bolin fonde immédiatement le Tommy Bolin Band avec Mark Stein (claviers), Norma Jean Bell (saxophone, percussion, chant), Reggie McBride (basse) et Narada Michael Walden (batterie) et part en tournée. En juillet 1976, Walden quitte le groupe et est remplacé par Bobby Berge. À la même époque, Tommy Bolin quitte Nemperor Records et signe avec la major Columbia Records.
En vue du nouvel album, Tommy Bolin enregistre plusieurs démos dans le Phillip Polimeni’s Glen Holly Studio dans les Hollywood Hills. Parmi ces titres on trouve Sweet Burgundy et plusieurs versions de Post Toastee ; Tommy y joue de tous les instruments y compris de la batterie. Lorsque suffisamment de titres furent composés pour enregistrer un album, Bolin appela Dennis MacKay, qu'il avait connu aux Studios Trident de Londres lors de l'enregistrement de l'album Teaser, pour lui faire écouter les nouvelles chansons. Tommy installa MacKay chez lui à Los Angeles et lui joua les nouvelles compositions dans son living room sur une guitare acoustique et tous deux sélectionnèrent les titres devant figurer sur le nouvel album.
Le 8 juin 1976, le Tommy Bolin Band investit les Cherokee Studios de Hollywood pour commencer le travail sur le nouvel album. Les titres n'ayant pas été répétés par le groupe, les musiciens les découvrent le jour de leur enregistrement. Les huit titres qui composent cet album sont enregistrés en cinq jours et Tommy Bolin fait quelques overdubs les deux derniers jours de studio. L'enregistrement est donc complété le 16 juin 1976 et le mixage est effectué à Londres dans les Studios Trident. Contrairement à l'album précédent, hormis Carmine Appice qui joue de la batterie sur Someday Will Bring Our Love Love Home et la percussionniste Bobbye Hall, aucun invité prestigieux ne joue sur l'album.
Dès que les enregistrements sont terminés, Tommy Bolin et son groupe partent en tournée de promotion de l'album. Le premier concert se déroule le 16 juillet à Albuquerque et le dernier à Miami le 3 décembre alors que le groupe ouvre pour Jeff Beck. Le lendemain matin, Tommy est retrouvé mort dans sa chambre du Newport Hotel.
Cet album se classa à la 98e place du Billboard 200 américain. Le single Shake the Devil / Hello Again n'entra pas dans les charts.

## Liste des titres
Face 1
| No | Titre                 | Auteur           | Durée |
| -- | --------------------- | ---------------- | ----- |
| 1. | Bustin' Out for Rosey | Tommy Bolin      | 4:22  |
| 2. | Sweet Burgundy        | Bolin, Jeff Cook | 4:10  |
| 3. | Post Toastee          | Bolin            | 9:01  |

Face 2
| No | Titre                                 | Auteur            | Durée |
| -- | ------------------------------------- | ----------------- | ----- |
| 4. | Shake the Devil                       | Bolin, Cook       | 3:45  |
| 5. | Gypsy Soul                            | Bolin, Cook       | 4:03  |
| 6. | Someday Will Bring Our Love Love Home | Bolin, John Tesar | 3:03  |
| 7. | Hello again                           | Bolin, Cook       | 3:38  |
| 8. | You Told Me That You Loved me         | Bolin             | 5:14  |

## Musiciens
- Tommy Bolin : guitares, chant, piano acoustique sur Bustin' Out for Rosey
- Norma Jean Bell : saxophones, percussions, chœurs
- Reggie McBride : basse, chœurs
- Mark Stein : claviers, chœurs
- Bobby Berge : batterie, percussions
- Bobbye Hall : percussions
- Carmine Appice : batterie, percussions sur Someday will Bring Our Love Home

## Chart
| Pays       | Durée du classement | Meilleur classement |
| ---------- | ------------------- | ------------------- |
| États-Unis | 8 semaines          | 98e                 |